# Interim Championship
Der  Interim Championship oder auch Übergangstitel wird häufig im Boxen, Kickboxen und anderen Kampfsportarten verwendet. Der Titel wird eingeführt, wenn ein Titelträger über längere Zeit nicht in der Lage ist, diesen zu verteidigen. Dies kann durch eine Verletzung oder eine Vertragsunklarheit geschehen. Wenn dies eintrifft, kämpfen zwei ausgewählte Kämpfer derselben Gewichtsklasse um den Interimstitel, um in der Zeit der Verteidigungsunfähigkeit einen Hauptherausforderer zu stellen. Dieser kämpft zum nächsten möglichen Zeitpunkt gegen den echten Titelträger, um die Titel zu vereinen. Der Sieger wird meist Undisputed Champion genannt. 
Theoretisch kann der Interimtitel wie jeder andere verteidigt werden. Dies ist aber eher untypisch, da der Titel meist nur als Übergangstitel gilt. Sobald der Interimtitel mit dem ursprünglichen Titel der Gewichtsklasse vereinigt wurde, kann dieser nicht mehr verteidigt werden, da die Titel vereint werden. Es kann allerdings zu jeder Zeit ein neuer Kampf um einen solchen angesetzt werden.

## Berühmte Titelträger
- Jorge Arce (WBC)
- Antonio Rodrigo Noguiera (UFC)
- Georges St.Pierre (UFC)
- Shane Carwin (UFC)
- Frank Mir (UFC)
- Nonito Donaire (WBA)
- Tony Ferguson (UFC)
- Robin Krasniqi (WBA)
- Agit Kabayel (WBC)